# Coryanthes
Coryanthes – rodzaj roślin z rodziny storczykowatych (Orchidaceae). Obejmuje 70 gatunków. Rośliny występują w Ameryce Środkowej i Ameryce Południowej w takich krajach jak: Belize, Boliwia, Brazylia, Kolumbia, Kostaryka, Ekwador, Gujana Francuska, Gwatemala, Gujana, Honduras, Meksyk, Nikaragua, Panama, Peru, Surinam, Trynidad i Tobago, Wenezuela.

## Systematyka
Rodzaj sklasyfikowany do podplemienia Stanhopeinae w plemieniu Cymbidieae, podrodzina epidendronowe (Epidendroideae), rodzina storczykowate (Orchidaceae), rząd szparagowce (Asparagales) w obrębie roślin jednoliściennych.
Wykaz gatunków
- Coryanthes albertinae H.Karst.
- Coryanthes alborosea C.Schweinf.
- Coryanthes angelantha Archila
- Coryanthes bahiensis Marçal & Chiron
- Coryanthes bergoldii J.D.Kenn. ex Dodson
- Coryanthes bicalcarata Schltr.
- Coryanthes boyi Mansf.
- Coryanthes bruchmuelleri Rchb.f.
- Coryanthes bueraremensis Campacci & Bohnke
- Coryanthes cataniapoensis G.A.Romero & Carnevali
- Coryanthes cavalcantei M.F.Silva & A.T.Oliveira
- Coryanthes charlesiana Marçal & Chiron
- Coryanthes dasilvae F.Barros
- Coryanthes elegantium Linden & Rchb.f.
- Coryanthes elianae M.F.Silva & A.T.Oliveira
- Coryanthes erectiscapa Marçal & Chiron
- Coryanthes feildingii Lindl.
- Coryanthes flava G.Gerlach
- Coryanthes gerlachiana Senghas
- Coryanthes gernotii G.Gerlach & G.A.Romero
- Coryanthes gomezii G.A.Romero & G.Gerlach
- Coryanthes gustavo-romeroi Archila
- Coryanthes horichiana Jenny
- Coryanthes hunteriana Schltr.
- Coryanthes javieri Archila
- Coryanthes jorgemarioi Archila
- Coryanthes kaiseriana G.Gerlach
- Coryanthes lacerdae Marçal & Chiron
- Coryanthes lachuensis Archila
- Coryanthes lafontainei G.Gerlach
- Coryanthes lagunae Manara & Bergold
- Coryanthes lanata Marçal & Chiron
- Coryanthes leferenziorum G.Gerlach, Senghas & Seeger
- Coryanthes leucocorys Rolfe
- Coryanthes macrantha (Hook.) Hook.
- Coryanthes macrocorys Rolfe
- Coryanthes maculata Hook.
- Coryanthes maduroana G.Gerlach
- Coryanthes marcaliana Chiron
- Coryanthes mastersiana F.Lehm.
- Coryanthes melissae Archila
- Coryanthes minima A.T.Oliveira & J.B.F.Silva
- Coryanthes misasii G.A.Romero & G.Gerlach
- Coryanthes miuaensis M.F.Silva & A.T.Oliveira
- Coryanthes mystax G.Gerlach & J.B.F.Silva
- Coryanthes oscarii Archila
- Coryanthes oscarrodrigoi Archila
- Coryanthes pacaraimensis Campacci & J.B.F.Silva
- Coryanthes panamensis G.Gerlach
- Coryanthes pegiae G.A.Romero
- Coryanthes picturata Rchb.f.
- Coryanthes pilosa Marçal & Chiron
- Coryanthes recurvata Archila
- Coryanthes schmidtii G.Gerlach
- Coryanthes seegeri G.Gerlach
- Coryanthes selbyana Archila
- Coryanthes senghasiana G.Gerlach
- Coryanthes speciosa Hook.
- Coryanthes tefeensis Marçal, Chiron & G.Q.Freire
- Coryanthes thivii Kropf & Seeger
- Coryanthes toulemondiana G.Gerlach & T.Franke
- Coryanthes tricuspidata G.Gerlach
- Coryanthes trifoliata C.Schweinf.
- Coryanthes vasquezii Dodson
- Coryanthes velizii Archila
- Coryanthes verrucolineata G.Gerlach
- Coryanthes vieirae G.Gerlach
- Coryanthes villegasiana Peláez
- Coryanthes vinosa Sambin & Aucourd
- Coryanthes wenzeliana G.Gerlach & J.B.F.Silva